# Szent Antal-templom (Aguascalientes)
A Szent Antal-templom a mexikói Aguascalientes egyik jelentős épülete.

## Története
A belvárosban álló templom építése különböző források szerint 1895-ben vagy 1896-ban kezdődött Refugio Reyes Rivas építész tervei alapján, és 10–11 év múlva, 1906-ban fejeződött be, viszont kapuit csak 1908-ban nyitotta meg. Eredetileg a ferencesek temploma volt, ma az Ágoston-rendiekhez tartozik.
1974 és 1996 között ebben a templomban orgonált Salvador Melchor Martínez, akit egész Mexikó egyik legjobb orgonistájának tartanak. 2008-ban, felszentelésének 100-adik évfordulójára elkészült a templom és a környező utcák felújítása és átépítése. Manapság ez a templom az egyik legnépszerűbb esküvői helyszín a városban.

## Az épület
Építészeti stílusa igen vegyes: megtalálhatók benne a gótika, a barokk és a klasszicizmus hatásai éppúgy, mint az arab és az orosz építészeté: utóbbira példa a nagyobb torony kis kupolája. Építőanyagul helyi kőbányákból származó vöröses, sárgás és zöldes árnyalatokban pompázó köveket használtak fel, a sárgát például Ciénaga Grandéből szerezték be. A latin kereszt alaprajzú templomnak három, kör keresztmetszetű tornya van, a két szélső egy-, a középső kétszintes, tetején lanternával. Az épület hátsó részén egy nagy méretű kupola emelkedik. A faldíszek között előfordulnak angyalfejes medalionok is, valamint megjelennek Páduai Szent Antal életének eseményei is. A kupola alatti kis háromszögletű részek, amelyek kis virágokkal és geometrikus mintájú domborművekkel vannak díszítve, az evangélistákat ábrázoló freskókat tartalmaznak. A Szent Antal csodatételeit bemutató nagyméretű festmények Candelario Rivas művei. A templom hátsó részében található a Szent Ritának szentelt kápolna.

## Képek

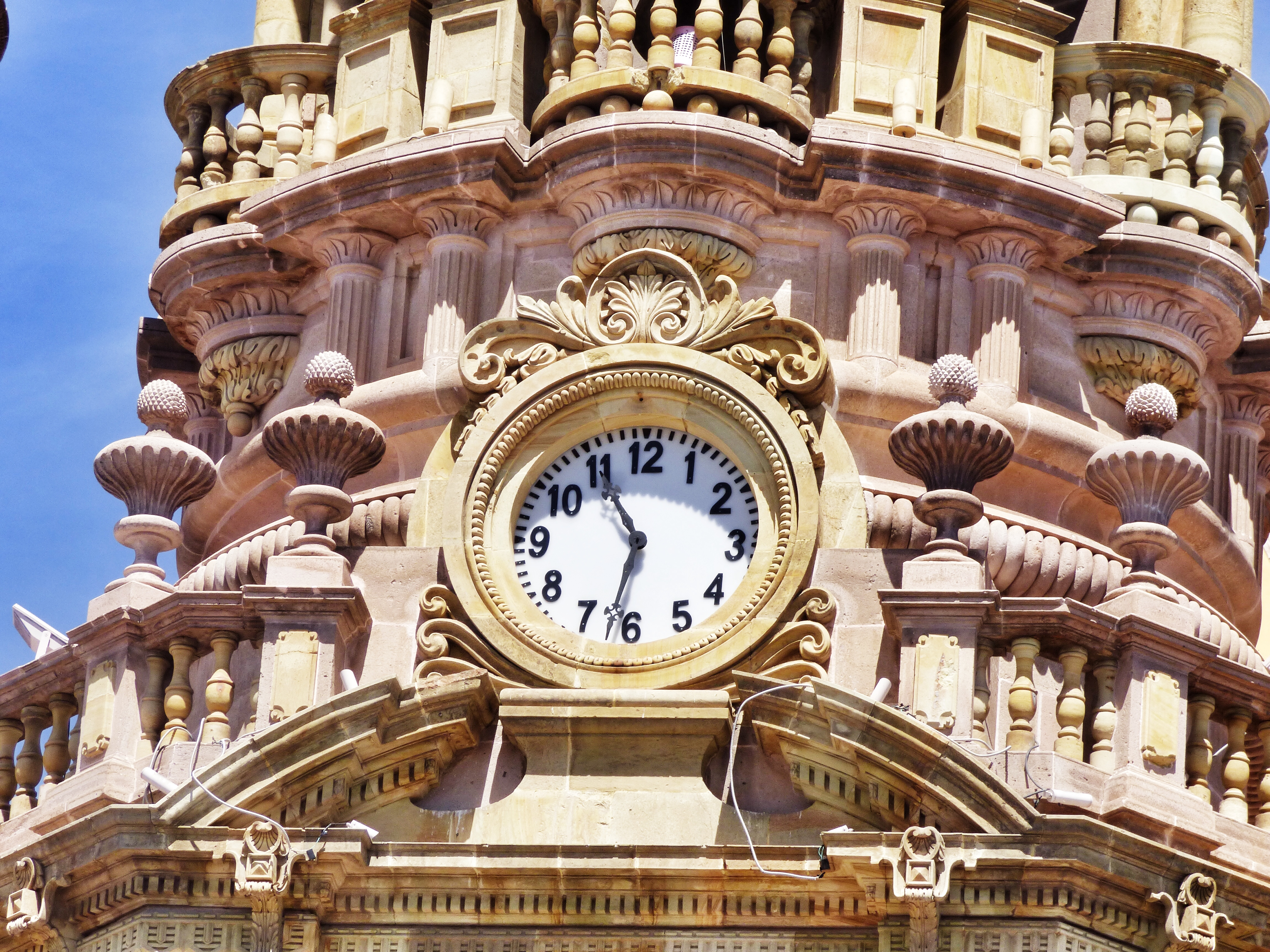
Az óra
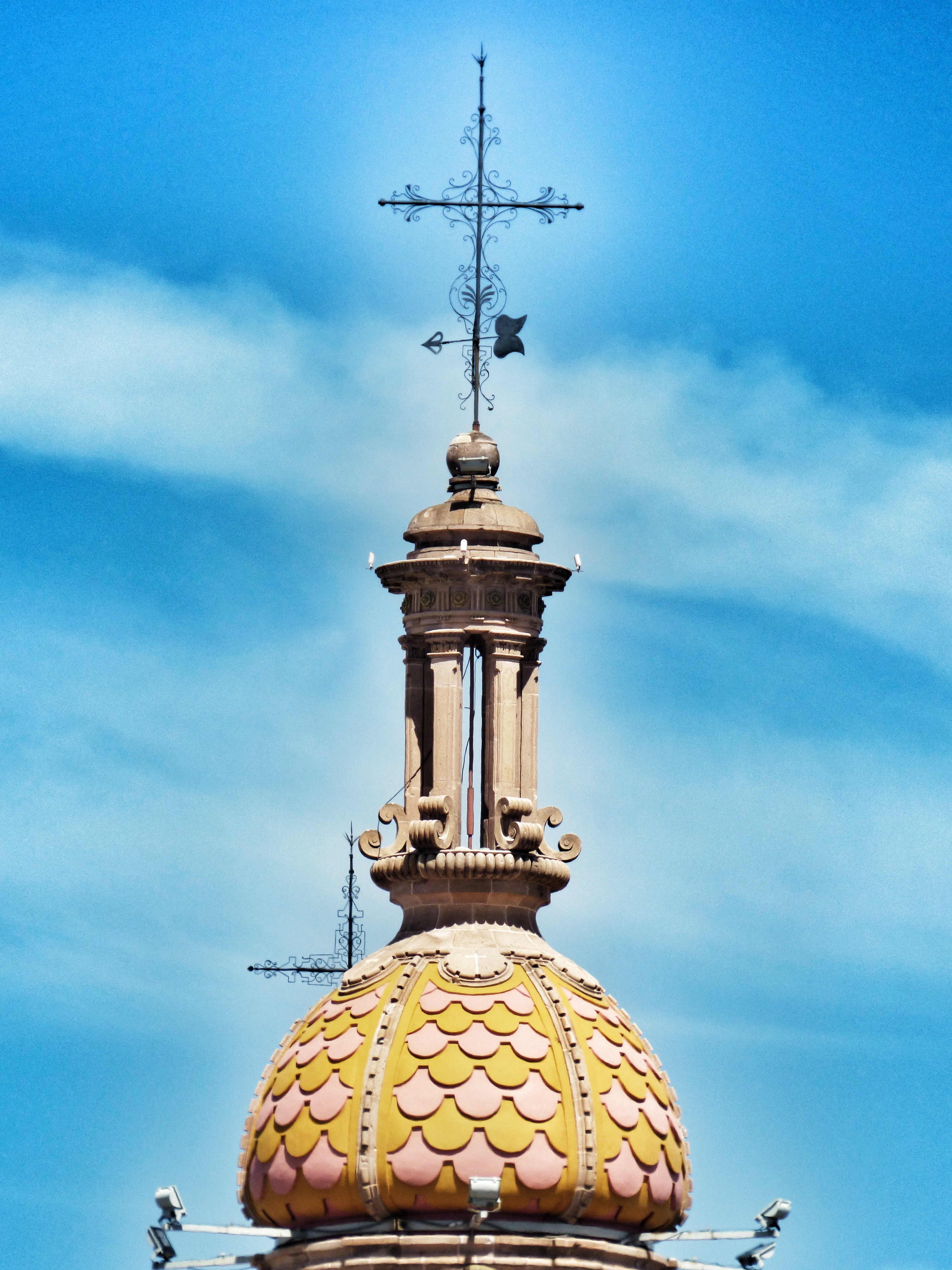
Csúcsdísz
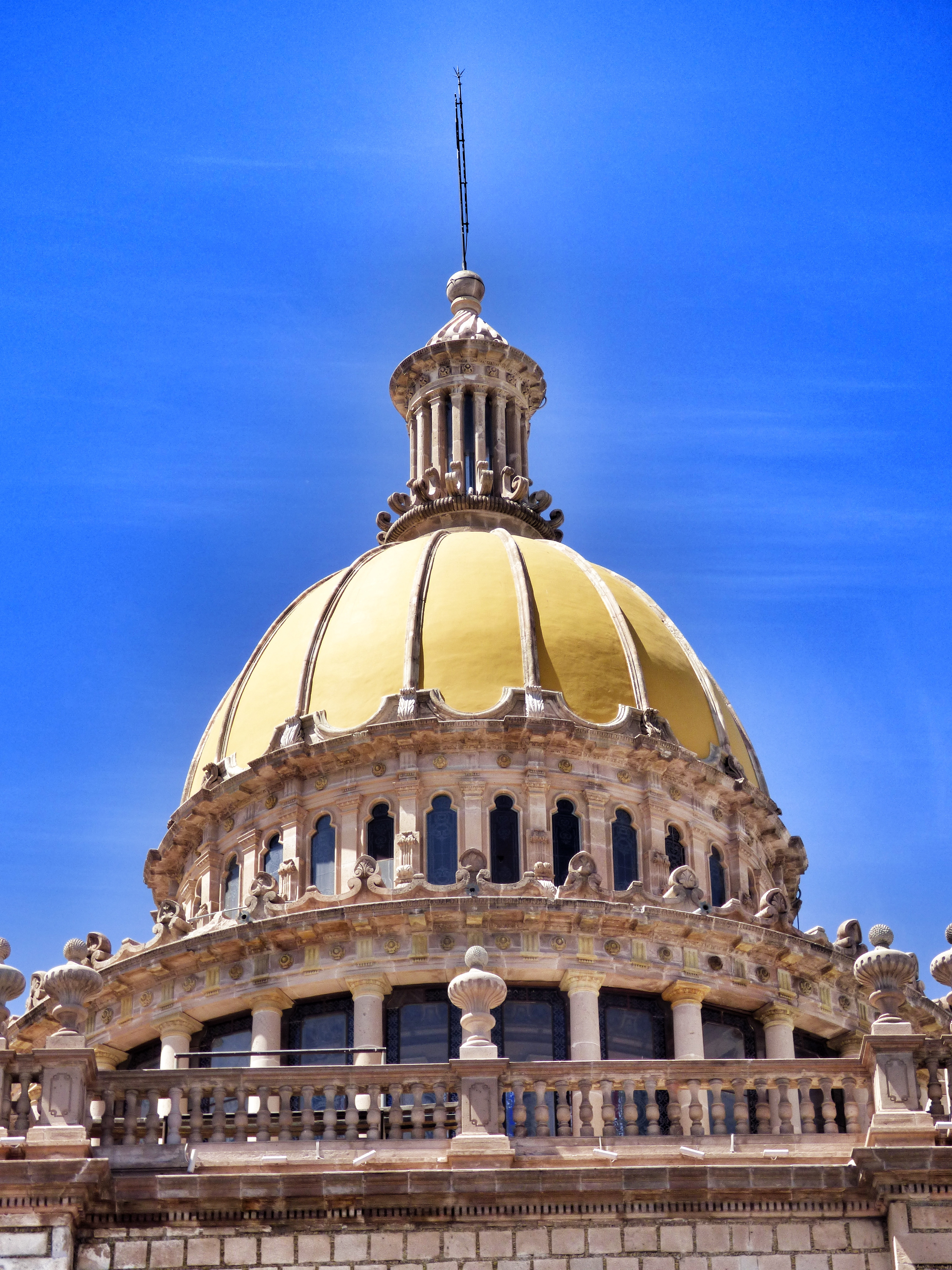
A kupola
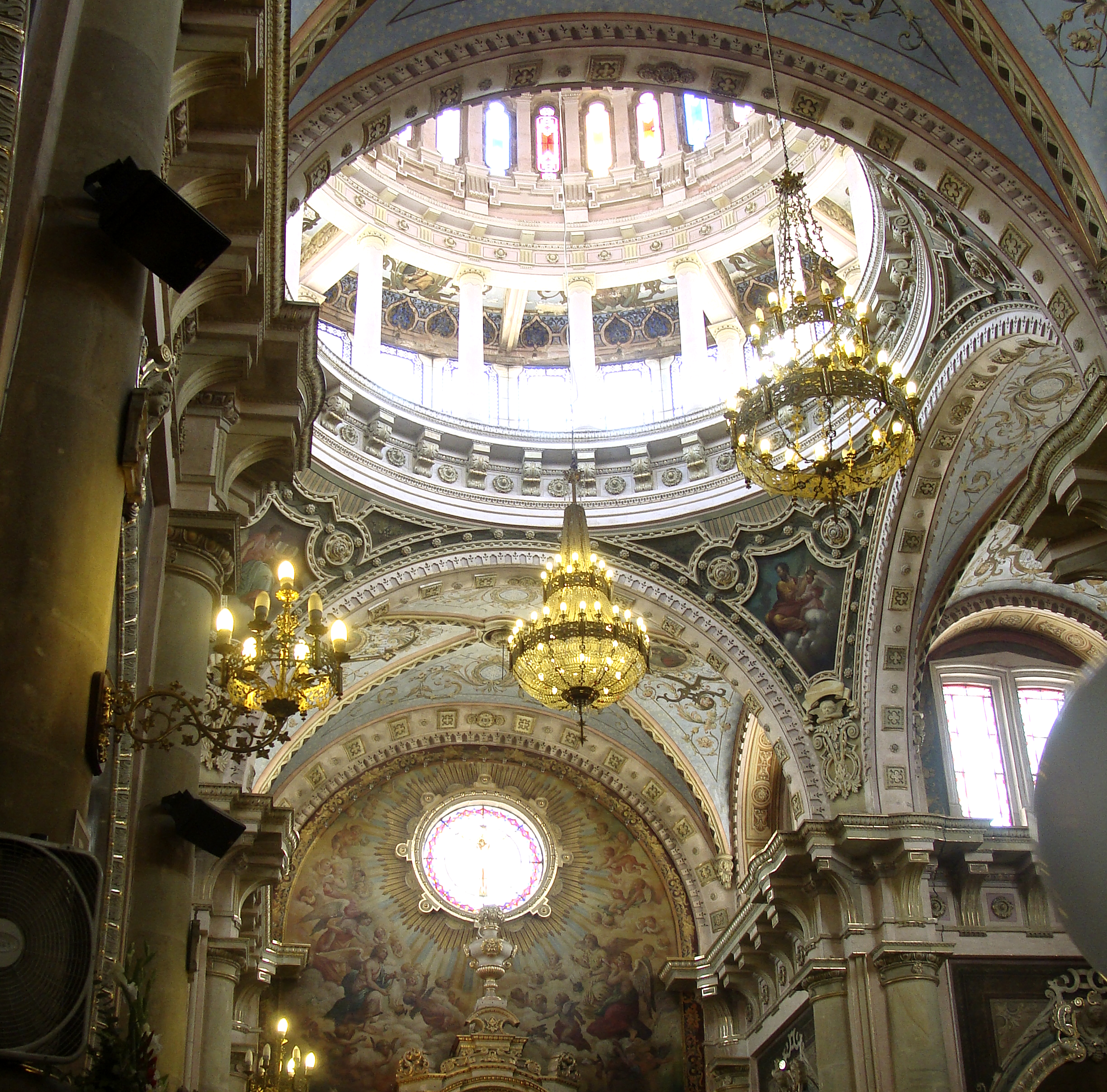
A templombelső